# Saint-Barthélemy-le-Plain
Saint-Barthélemy-le-Plain ist eine französische Gemeinde mit 859 Einwohnern (Stand: 1. Januar 2022) im Département Ardèche in der Region Auvergne-Rhône-Alpes. Die Gemeinde gehört zum Arrondissement Tournon-sur-Rhône und zum Kanton Tournon-sur-Rhône. Die Bewohner werden Saint-Barthinois und Saint-Barthinoises genannt.

## Weblinks

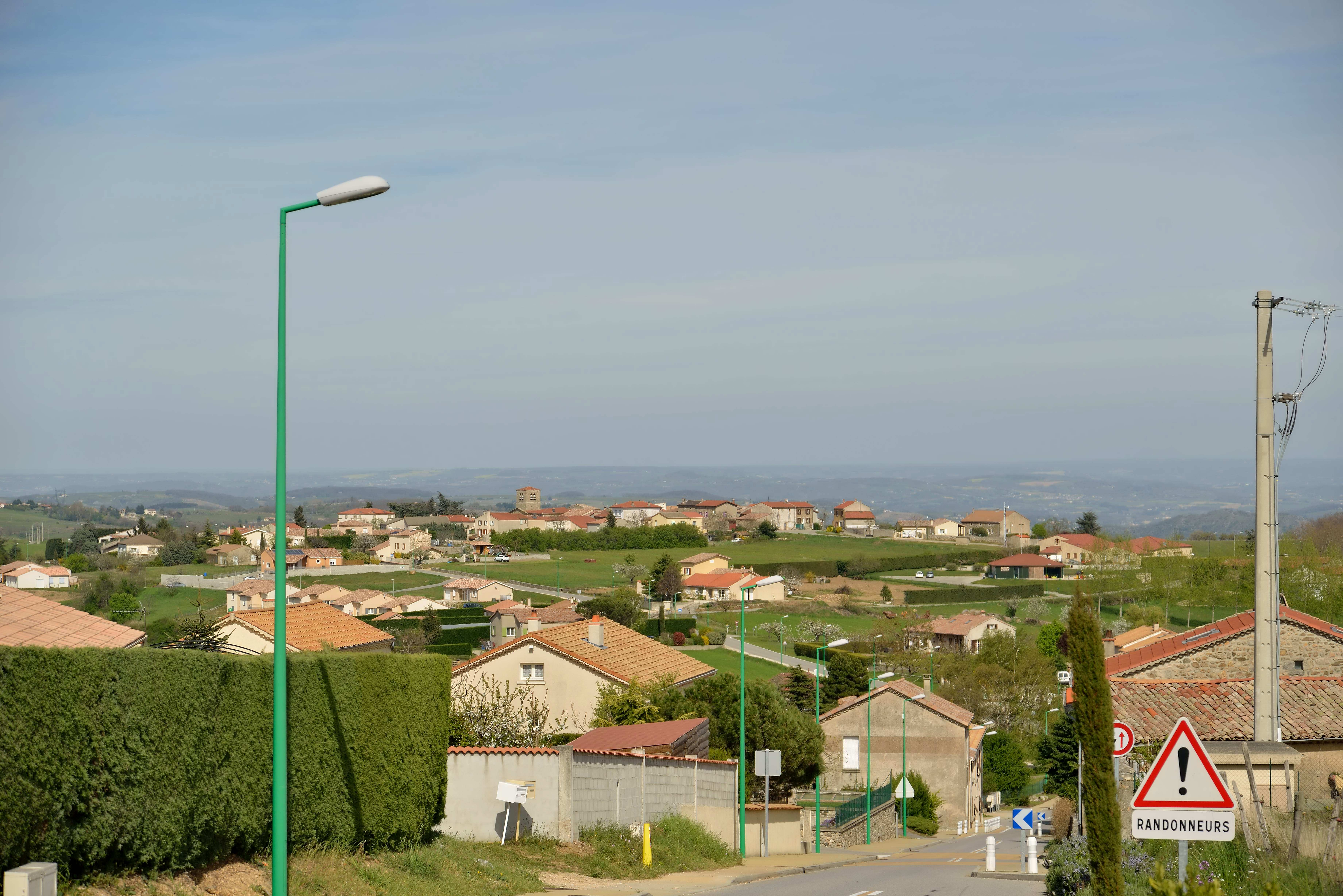
Blick auf Saint-Barthélemy-le-Plain

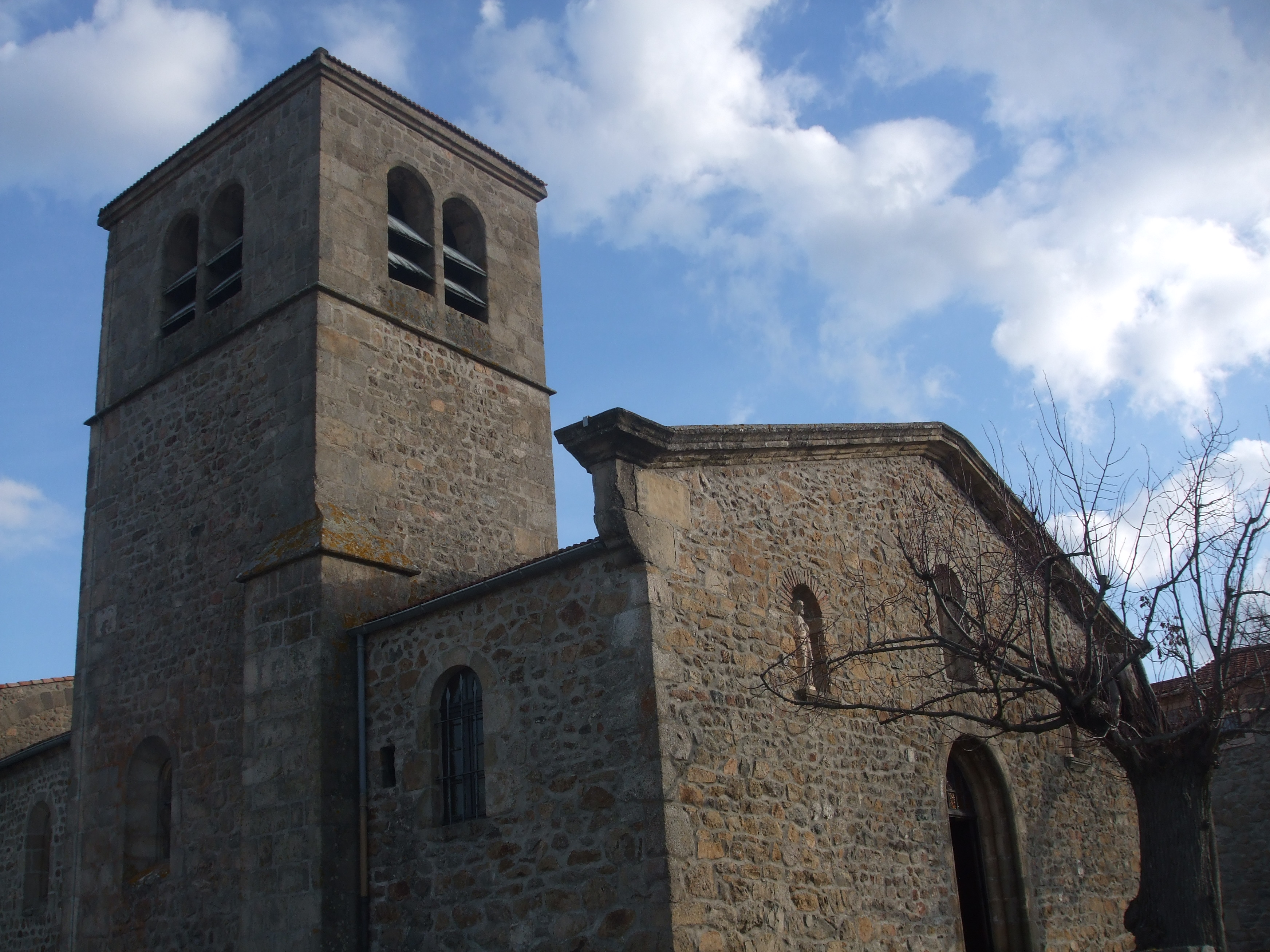
Kirche Saint-Barthélemy

## Geographie
Saint-Barthélemy-le-Plain liegt etwa 75 Kilometer südlich von Lyon. Der Fluss Doux begrenzt die Gemeinde im Norden, der Fluss Duzon im Osten. Umgeben wird Saint-Barthélemy-le-Plain von den Nachbargemeinden Étables im Norden, Lemps und Saint-Jean-de-Muzols im Nordosten, Tournon-sur-Rhône im Osten, Plats im Südosten, Colombier-le-Jeune im Süden, Boucieu-le-Roi im Südwesten sowie Colombier-le-Vieux im Westen und Nordwesten.

## Bevölkerungsentwicklung
| Jahr                       | 1962 | 1968 | 1975 | 1982 | 1990 | 1999 | 2006 | 2012 | 2020 |
| Einwohner                  | 591  | 535  | 517  | 551  | 587  | 663  | 752  | 826  | 842  |
| Quellen: Cassini und INSEE |      |      |      |      |      |      |      |      |      |

## Sehenswürdigkeiten
- Kirche Saint-Barthélemy